# Кончита Вурст
Томас Нойвирт (на немски: Thomas Neuwirth), известен със сценичното си име Кончита Вурст (на немски: Conchita Wurst), е австрийски певец и драг кралица. Образът на „жена с брада“ е създаден от Нойвирт през 2011 г. Той е победител в конкурса за песен Евровизия 2014 в Копенхаген. Нойвирт заявява, че иска хората да се научат да ценят човека не по това как изглежда, а по това, което е, и да „не съдят за книгата по корицата.“

## Биография
Томас Нойвирт се ражда на 6 ноември 1988 година в австрийския град Гмунден. Детството му минава в малкото село с 3 хиляди жители Бад-Миттерндорф в Щирия. От ранна детска възраст у Том се проявявал интерес към женските дрехи, а в тийнейджърска възраст разбира, че го привличат мъже. На 17 години той признава сексуалната си ориентация. Живеейки в малко село, на Том му се налага да почувства дискриминацията по отношение на хората с различна сексуална ориентация. Томас разказва, че в училище в бил подлаган на системен тормоз, заради което, например, от страх е ходел до тоалетна само по време на часовете, когато не е имало никого. Родителите на Том, както той самият си признава в едно от интервютата си, също приемат новината тежко, въпреки че сега го подкрепят „на 150 процента“. В интервю родителите на Томас споделят, че той е дъщерята, която никога не са имали.
През 2006 г. 18-годишният Томас взема участие в третия сезон на австрийското шоу за начинаещи поп изпълнители „Стармания“, на което завършва втори, отстъпвайки на Надин Бейлер. През 2008 г. основава момчешката група „Jetzt anders!“, която се разпада след само няколко месеца.
През 2011 г. Нойвирт завършва Училището по мода в Грац, след което взема участие в австрийкото предаване „Die große Chance“ („Големият шанс“)на канал ORF, където за първи път се появява в образа на „жената с брада“ Кончита Вурст, изпълнявайки песента на Селин Дион „My heart will go on“. Заемайки едва шесто място, Томас не се отчайва и в следващите години продължава да използва образа на Кончита за участия в различни реалити предавания в Австрия и Германия – „Die härtesten Jobs Österreichs“ („Най-тежките професии на Австрия“), където е работник в завод за почистване на риба, а също и в риалитито „Wild Girls“ на германския канал RTL, в който заедно с други знаменитости живее в пустините в Намибия.
През 2012 г. Кончита Вурст участва в националната селекция на Евровизия 2012, където заема второ място (получавайки 49% от гласовете), като отстъпва с по-малко от 2 процента на хип-хоп дуета Trackshittaz, който на конкурса в Баку не се класира дори за финал.
На 10 май 2014 г. Кончита Вурст печели 59-ия конкурс за песен Евровизия в Копенхаген с песента Rise like a Phoenix (Издигам се като феникс). След няколко дни Лейди Гага кани Кончита на участие в турнето си. В същото време беларуският фестивал „Славянский базар“ се отказва от традицията си да покани победителя от Евровизия.
През лятото на 2014 г. Кончита участва в гей парадите в Лондон (на площад Трафалгар), Мадрид, Цюрих и Стокхолм. Кончита взема и участие в показването на новата колекция на дизайнера Жан-Пол Готие, демонстрирайки сватбена рокля.

## Образът на Кончита Вурст
Идеята за брадатата жена латиноамериканка идва на Нойвирт във връзка с това, че в юношеските си години той се е сблъсквал с дискриминация и тормоз. Образът на Кончита е в защита на толерантността и апел да се приема човекът такъв, какъвто е.

### Алтер его
Съгласно информацията от официалния ѝ сайт, съществува отчетливо разделение между артиста Кончита Вурст и лицето Томас Нойвирт и се подчертва, че това са две самостоятелни лица със собствени съдби, но „работещи в отбор“ и „застъпващи се заедно за толерантността и срещу дискриминацията“. В едно интервю Том се шегува: „През делниците съм работеща жена, а в уикендите – невероятно мързелив млад човек“. Кончита дори има своя псевдобиография, съгласно която е родена в планините в Колумбия, близо до Богота, но детството си прекарва в Германия.
Отново в интервю Том отбелязва, че не обича да се намира в центъра на вниманието и ни иска, за да не го разпознават на улицата. Създадената от него Кончита му позволява да разделя музикалната си кариера от личния си живот. По думите на Нойвирт, Кончита е негово alter ego, заради което, когато се намира в образа на „фрау Вурст“, той се променя, тъй като се обръщат към него с „тя“, докато към Том следва да се обръщат само с „той“. Нойвирт отбелязва, че Кончита ходи само с женски дрехи, а Томас – само в мъжки. Самият изпълнител си признава, че за родителите му е само Том, защото Кончита Вурст не би била на мястото си там.
На въпрос за своята полова принадлежност Нойвирт отговаря така: „На работа аз съм госпожа Вурст, а у дома – Томас. С приятеля си се запознах като мъж, като Том. И, разбира се, той се среща именно с Том“. По този начин той опровергава слуховете за своята транссексуалност и просто се идентифицира като хомосексуален мъж.

### Име
Еднозначна версия за същността на псевдонима Кончита Вурст няма. За личното име Кончита Нойвирт дава различни обяснения. Една от версиите гласи, че това е прякор, който му дава негова приятелка латиноамериканка. По друга версия името Кончита просто се асоциира с „гореща латиноамериканка“, заради което и го избира. В друго интервю Томас споделя, че Кончита е галено име на Конча, което се асоциира с женственост.
Фамилното име Вурст също позволява няколко тълкувания. Нойвирт няколко пъти обяснява, че това е препратка към немския фразеологизъм „Wurst sein“, който означава „няма значение, безразлично ми е“, което е контекста си казва, че външният вид и произходът нямат значение.
Освен това думата Wurst в немския език означава салам. Както отбелязва немскоезичната преса, в интернет има мнения, че Wurst e вулгарния израз за мъжки полов орган, а в същото време испанската дума conchita e вулгаризъм за обозначаване на женския полов орган. От това излиза, че псевдонимът „Кончита Вурст“ е вербално съединяване на мъжкото и женското.
Съгласно псевдобиографията ѝ, Кончита Вурст е кръстена на баба си, а баща ѝ се казва Алфред Кнак фон Вурст (на немски – Alfred Knack von Wurst).

## Евровизия

### Пътят към Евровизия
През 2012 г. Кончита Вурст участва в националната селекция на Евровизия 2012 където остава втора.
След неуспеха на Австрия в Баку националната телевизия ORF взима решение да прати на Евровизия 2014 Кончита Вурст без провеждане на предварителен кастинг на национално ниво. Това решение предизвиква много спорове и протести, а в социалната мрежа Facebook се създава групата „Не на Кончита Вурст за Евровизия!“, която за няколко дни събира десетки хиляди недоволни от избора на Кончита.
Въпреки че създателите на страницата не против самата Кончита Вурст, а срещу избирането ѝ без кастинг, страницата се пълни с множесто хомофобски постове. От друга страна в пресата се отбелязва, че през 2007 г. на Евровизия е изпратен без предварителен конкурс Ерик Папилайа, но тогава това не предизвиква никакво недоволство.
През октомври 2013 г. министерството на информацията на Беларус получава петиция, която призовава канал БТРК да изреже изпълнението на Вурст от програмата на Евровизия. В петицията се казва, че това излизане на сцената може да превърне Евровизия в „развъдник на содомията“. Нойвирт заявява, че е готов за негативни реакции за победата си, но отбелязва, че много хора, имащи предубеждения към него, по-късно се отричат от тях. Той казва, че знае, че брадатата жена удивлява и възмущава много хора, но това им дава възможност да обсъдят проблема и да се замислят за природата на ксенофобията.
Австрийският музикант и комик Алф Пойнер, който през 2003 г., представлява Австрия на Евровизия, заявява, че ако някой не знае дали е мъж, или жена, то мястото му е в психодиспансера, а не в Евровизия. Водачът на крайно дясната Партия на свободата Хайнц-Кристиян Щрахе хвали Пойнер за „мъжкото“ му мнение, но след победата на Кончита самият Пойнер ѝ дава официално извинение. Щрахе така и не се извинява, но поздравява Кончита за победата ѝ в страницата си във Facebook.
Заедно с това, журналистите отбелязват, че Кончита далеч не е първата „нетрадиционна“ на Евровизия. През 1998 г. конкурсът е спечелен от транссексуалната Дана Интернешанъл с песента „Diva“, която по-късно става хит, а през 2002 г. триото drag queen „Sestre“ от Словения заема само 14-о място. През 2007 г. Верка Сердючка взима второ място, а датският травестит DQ даже не отива на финал. Някои напомнят и за лесбийския дует „Тату“, а също и за други изпълнители, които не скриват своята сексуална ориентация – Клиф Ричард и Мария Шерифович (която си признава, че е бисексуална). По повод коментарите, че победата ѝ се дължи на откритата ѝ хомосексуалност, много наблюдатели припомнят за провала на Дъстин Индюк през 2008 г. и победата на Lordi през 2006 г., което доказва, че ексцентричният външен вид не гарантира победа.

### Победата в Копенхаген
На 8 май на 59-ия конкурс за песен Евровизия Кончита Вурст с песента „Rise like a Phoenix“ заема първо място на втория полуфинал със 169 точки. На 10 май 2014 г. на финала на конкурса Кончита получава 290 точки и побеждава. По такъв начин Австрия за втори път в историята си става победител на Евровизия. Последният път е бил през 1966 г., когато победител на конкурса става Удо Юргенс. При гласуването на финала 12 от страните дават на Кончита максимума от 12 точки. Полученото от зрителите се добавя към оценката на националното жури.

## Дискография

### Албуми
- Conchita (2015)
- From Vienna with Love (2018)
- Truth Over Magnitude (2019)

### Сингли
| Година | Име                   | Най-висока позиция в чарт листа | Албум                  |
| Година | Име                   | AUT                             | Албум                  |
| ------ | --------------------- | ------------------------------- | ---------------------- |
| 2011   | „Unbreakable“         | 32                              | Не са издавани в албум |
| 2012   | „That's What I Am“    | 12                              | Не са издавани в албум |
| 2014   | „Rise Like a Phoenix“ | 1                               | Не са издавани в албум |
| 2014   | „Heroes“              | 4                               | Не са издавани в албум |
| 2014   | „My Lights“           | —                               | Не са издавани в албум |
| 2015   | „You Are Unstoppable“ | 13                              | Не са издавани в албум |